# 日本農民組合 (統一派)
日本農民組合 (統一派)（にほんのうみんくみあい とういつは）は、1946年2月に結成された日本農民組合が、1949年4月の第3回大会を前に、同年2月の中央委員会で分裂して独自行動をとった一方の派。略称は「日農統一派」。
事務所は、東京都千代田区丸の内から東京都千代田区大手町に移転。機関紙は「農民新聞」。
分裂当時の委員長は、労働者農民党の黒田寿男だったが、黒田は、1949年7月委員長を辞任し、黒田や主な役員が分裂した一方の組合員数の多い日農主体性派に戻った。
1952年当時は、主として日本共産党、労働者農民党、社会党再建全国連絡会の系統にぞくしているとされた。
1952年末の統一派は全国で8万5000人余（日農主体性派の組合員数は全国で15万9000人）。その組織地盤は主として新潟、長野、愛知、愛媛等といわれた。新潟、長野は、ちょうどヤロビ農法（ミチューリン農法）の拠点でもあった。
1954年8月21日から開催された第8回大会では、日本ミチューリン会の代表が総評、日本共産党、労働者農民党等とともに挨拶し、運動方針では、ミチューリン農法を「農民の自主的な技術」と位置づけ、普及促進が方向づけられた。
1957年9月、日農主体性派と合同して日本農民組合全国連合会（日農全連）を創立して解消された。